# Сердоба
Сердо́ба — река в Пензенской и Саратовской областях России, левый приток Хопра (бассейн Дона). Длина — 160 км, площадь водосборного бассейна — 4040 км².
Высота устья — 142 м над уровнем моря.

## География
Исток на Приволжской возвышенности. Русло реки умеренно извилистое, долина широкая, пойменная терраса, достигающая 1-1,5 км ширины, развита как на левом, так и на правом склоне. Пойма пересечена старицами и редкими озёрами. Левый берег пологий, правый — крутой, высокий. В долине реки много лиственных и хвойных лесов. Питание реки смешанное. Средний годовой расход в устье 48 м³/с. Максимальная глубина реки в межень — 2,5 м. Режим уровней характеризуется ярко выраженным пиком весеннего половодья и низкими устойчивыми уровнями летне-осенней межени. Ежегодное повышение уровня наблюдается в период ледовых образований. Годовая амплитуда колебания уровня воды в среднем составляет 4,0-4,5 м, максимальная — 7 м. Весеннее половодье характеризуется резким непродолжительным подъёмом уровня, который начинается за несколько дней до вскрытия. Разрушение ледового покрова сопровождается кратковременным ледоходом (3-5 дней). Сроки начала весеннего ледохода колеблются в пределах третьей декады марта — начале апреля. Подъём уровня происходит интенсивно, средняя продолжительность подъёма 5-6 дней. Максимальный уровень наблюдается в первой декаде апреля.
Летне-осенняя межень наступает в конце мая — начале июня и редко нарушается дождевыми паводками. Минимальные меженные уровни отмечены в июле-августе. В периоде с октября по ноябрь уровни незначительно повышаются за счёт осенних дождей.
Первые ледовые образования наблюдаются в конце октября — начале ноября, средняя дата появления ледовых образований — 7 ноября. Ледостав устанавливается в конце ноября — начале декабря. Продолжительность периода с устойчивым ледовым покровом колеблется от 114 до 160 дней. Толщина льда составляет 75 см. Основная масса годового стока проходит весной в период с марта по май.
На реке Сердоба расположен город Сердобск.

## Этимология
Существуют различные предположения о происхождении название реки, наиболее вероятное — от тюркского мужского имени Сарт и термина «оба» — племя, семья. «Сартаба» — в таком виде гидроним встречается во многих исторических источниках.

## Переправы
- Железнодорожный мост через р. Сердобу на 153 км линии «Пенза—Ртищево» Юго-Восточной железной дороги.
- Автомобильный мост в с. Малая Сердоба
- Автомобильный мост в с. Комаровка Екатериновского района Саратовской области.
- Автомобильный мост в с. Бакуры Екатериновского района Саратовской области.
- Автомобильный мост близ с. Бутурлинка Екатериновского района Саратовской области.
- Автомобильный мост через р. Сердобу, связывающий между собой г. Сердобск и с. Пригородное.
- Автомобильный мост через р. Сердобу в районе с. Рощино Сердобского района Пензенской области на трассе Сердобск-Ртищево.
- Автомобильный мост на плотине через р. Сердобу близ с. Куракино Сердобского района Пензенской области, связывающий между собой с. Куракино и с. Александрово-Ростовка
- Пешеходный мост близ с. Куракино Сердобского района Пензенской области.

## Притоки
- Абадим (левый)
- Альшанка (левый)
- Бакурка (левый)
- Байка (левый)
- Бланка (левый)
- Еланка (левый)
- Малая Еланка (левый)
- Камзолка (правый)